# 四乙醇碲
四乙醇碲是一种碲化合物，化学式为Te(OC2H5)4。该化合物有市售品可以获得，也可以将四氯化碲的四氢呋喃-苯（1:1）溶液滴加至新制的乙醇钠溶液中，通过过滤蒸馏来制得。它对空气和湿气敏感，可于氩气中溶解在四氯化碳中保存。它水解可以生成二氧化碲。它在有机合成中可以将硫代酰胺转化为腈：
RC(=S)NH2 + Te(OC2H5)4 → RC[-S-Te(OC2H5)3] → R-CN + HSTe(OC2H5)3